# Mizuhobaris
Mizuhobaris (лат.) — род вымерших осьминогов из семейства Argonautidae, выделяемый в монотипическое подсемейство Mizuhobariinae.
Первый описанный вид, M. izumoensis, обнаружен в нижнемиоценовых отложениях Японии.
Ископаемые остатки M. lepta найдены в осадочных породах верхнего миоцена южной Калифорнии. Для этого вида характерны невысокие радиальные ребра на тонкой бескилевой, планиспирально свернутой раковине. Это первая окаменелость Argonautidae из Западного полушария.

## Классификация
В род включают 2 вымерших вида:
- Mizuhobaris izumoensis (Yokoyama, 1913)
- Mizuhobaris lepta Saul & Stadum, 2005